# U ordinaciji
U ordinaciji je srpski televizijski film iz 2005. godine.

## Radnja
U ordinaciji lekar iznenada odlazi sa radnog mesta, a u njegovu stolicu uskače mehaničar koji je došao da popravi kvar na instalacijama. U međuvremenu, kod doktora se pojavlju: lažni pacijent sa namerom da ode u invalidsku penziju, paranoik koji odlično barata sekirom, plavuša – verenica po službenoj dužnosti, mafijaš na prinudnom odmoru, kao i pevačko – radijsko – glumačke estradne zvezde koje su silom prilika prinuđene da potraže lekarsku pomoć.

## Uloge
| Glumac                    | Uloga                |
| ------------------------- | -------------------- |
| Srđan Todorović           | Majstor Mića         |
| Nikola Simić              | Pacijent sa zavojima |
| Tihomir Stanić            | Dr. Srđa Zlopogleđa  |
| Igor Brakus               | Gnjavator            |
| Drago Čumić               | Seka                 |
| Dijana Jovicič            | Elena plavuša        |
| Sofija Juričan            | Medicinska sestra    |
| Ratko Miletić             |                      |
| Aleksandar Papajić        | Mafijaš              |
| Fiona Sinđelić Stefanović | Doktorova ćerka      |
| Ratko Tankosić            | Prvi pacijent        |
| Inspektor Blaža           | Drugi pacijent       |
| Goca Tržan                | Treći pacijent       |
| Slobodan Tešić            | Ciganin              |
| Predrag Tasovac           | Starac               |

## Spoljašnje veze
- U ordinaciji na sajtu  (jezik: engleski)